# Croix du Nivolet
Pour les articles homonymes, voir Croix (homonymie).

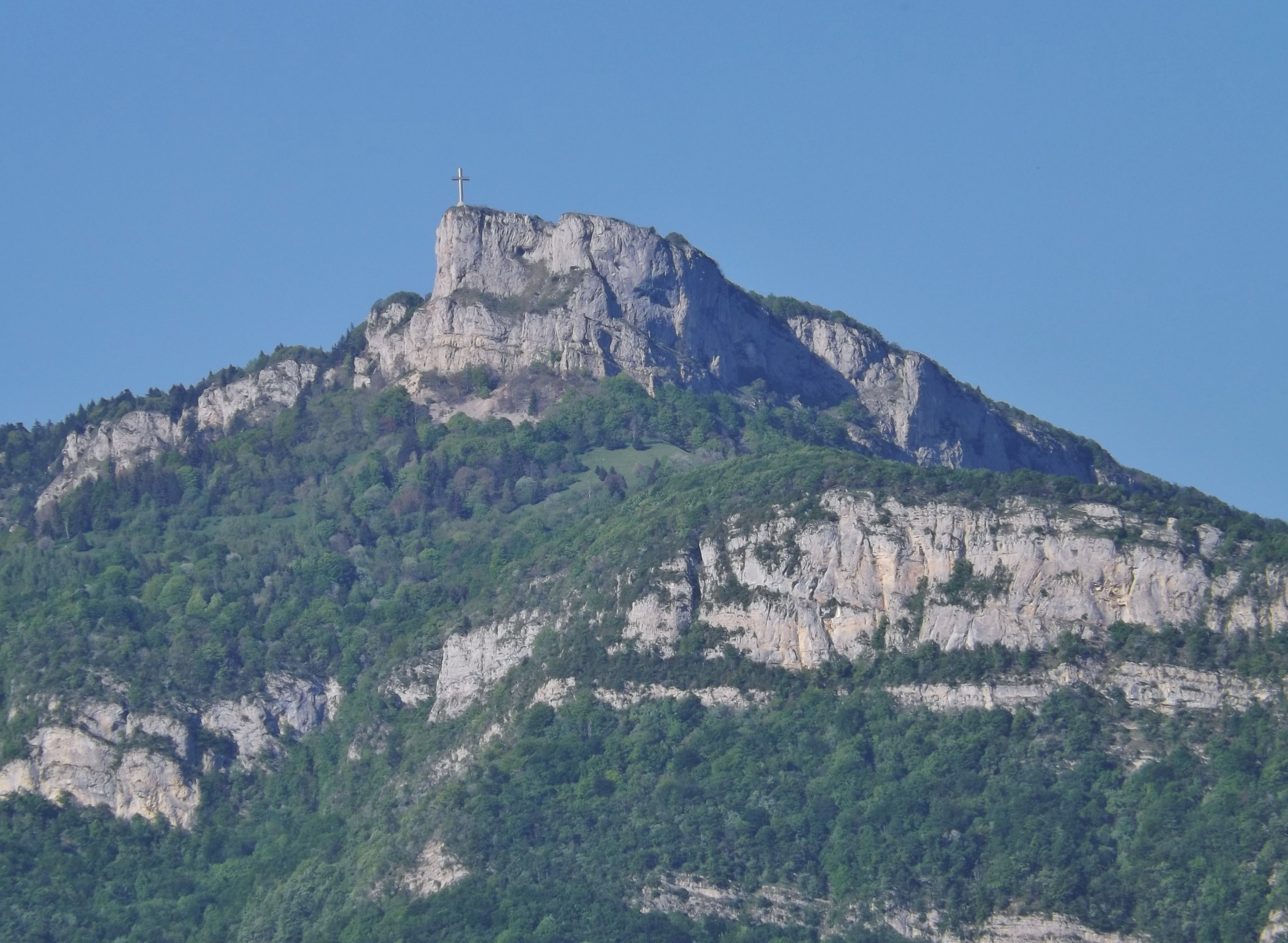
Le Nivolet et sa croix tels que vus depuis le bassin chambérien.

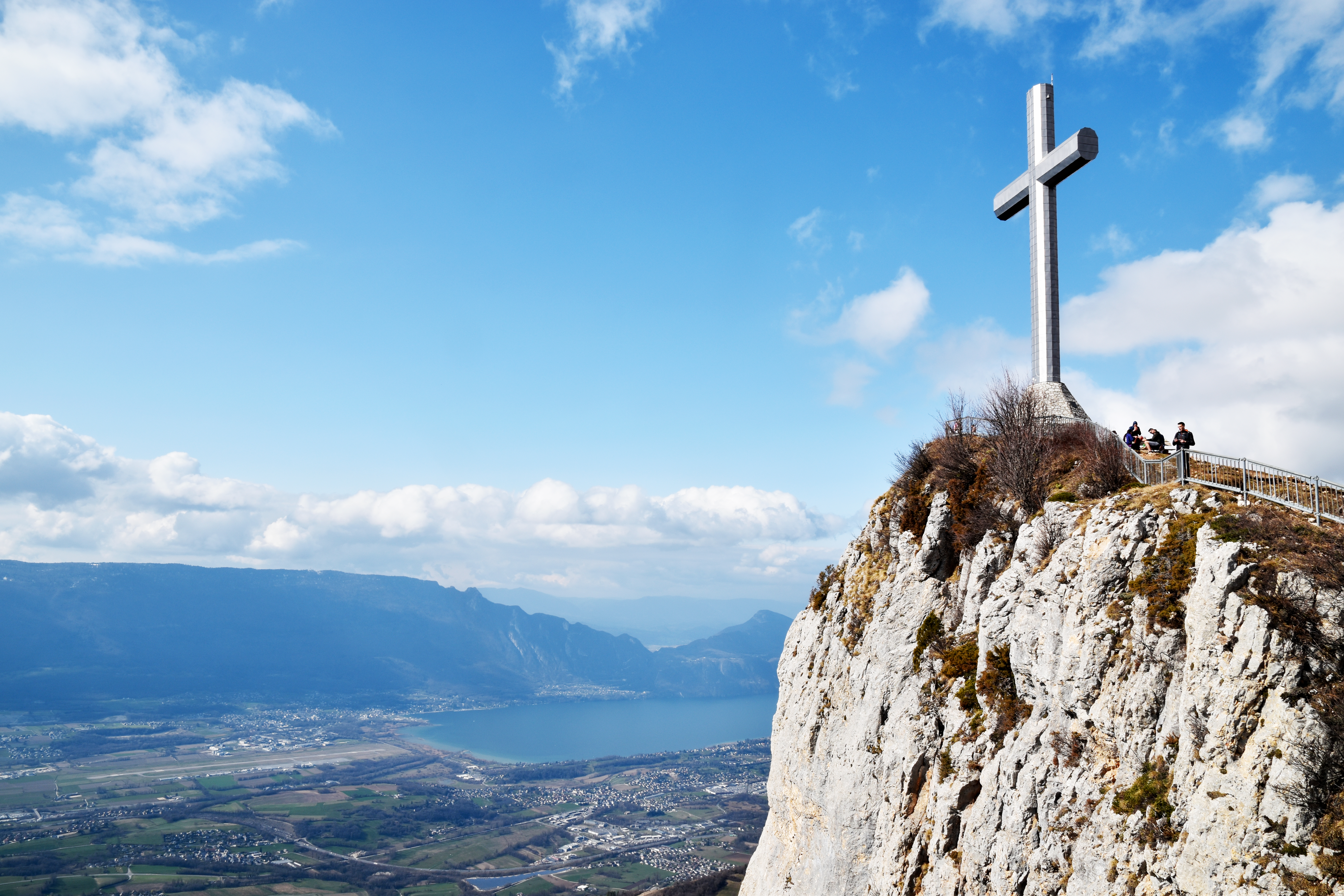
La Croix du Nivolet surplombant la cluse de Chambéry et le lac du Bourget. Le dénivelé entre le sommet et la plaine en contrebas est d'environ 1300 mètres. En face se dresse le mont du Chat.

La croix du Nivolet est une croix sommitale installée au sommet du mont du Nivolet (massif des Bauges, Préalpes, France). Surplombant la ville de Chambéry en Savoie, elle est située sur le territoire de la commune des Déserts, à la limite avec Saint-Jean-d'Arvey, à une altitude de 1 547 m.

## Histoire
Le 15 septembre 1861, la première Croix du Nivolet est inaugurée par François-Marie Vibert, évêque de Maurienne, délégué par le cardinal Billiet, âgé de 78 ans et ne pouvant accomplir lui-même le déplacement.
L'histoire de cette croix commence lorsque le conseil municipal de Chambéry décide le percement de l'avenue du Comte Vert. Pour cela, il faut démolir la chapelle des Pénitents noirs avec son calvaire et sa croix.
Le prieur de la confrérie, le comte Louis de Fernex de Montgex, intendant à la retraite, donne son accord à condition que la croix existante soit déplacée sur un emplacement visible de la cluse de Chambéry. L'emplacement de la Croix des Raforniers sur la dent du Nivolet est choisi pour l'implantation de cette nouvelle croix monumentale. Le 31 juillet 1861, le préfet de la Savoie, Hippolyte Dieu, donne l'autorisation de construire la croix. Une souscription est ouverte, dont le comte est le principal mécène. Les habitants des Déserts assurent le transport des matériaux, les entreprises de Chambéry participent à la construction. La croix sera une charpente métallique recouverte de fer blanc. Le 15 septembre 1861, l'inauguration peut avoir lieu. En 1867, les bras de la croix sont rallongés d'un mètre. En 1872, le revêtement de la croix est changé. En 1877, la croix est embrasée en l'honneur du pape Pie IX.
Le 22 décembre 1909, un ouragan plie la croix. Le dommage étant irréparable, il faut édifier une autre croix. Un comité présidé par le marquis de la Serraz est constitué, et dont M. Abrioud est le trésorier. Un projet est dressé par M. Gotteland, ingénieur des ponts, et MM. Dénarié et Bertin, architectes. La structure de la croix sera en béton armé et sa surface recouverte de plaques d'aluminium. L'entreprise Grosse se charge de la réalisation pour la somme de 6 500 francs. La croix a une hauteur de 21,50 m et s'enfonce dans le sol de 5 m. Son envergure est de 9,60 m et sa circonférence de 2 m pour un poids de 70 tonnes. La croix terminée à l'automne 1910 est inaugurée le dimanche 2 juillet 1911 par le vicaire général Jean-Baptiste Gavillet en présence de 3 500 personnes.

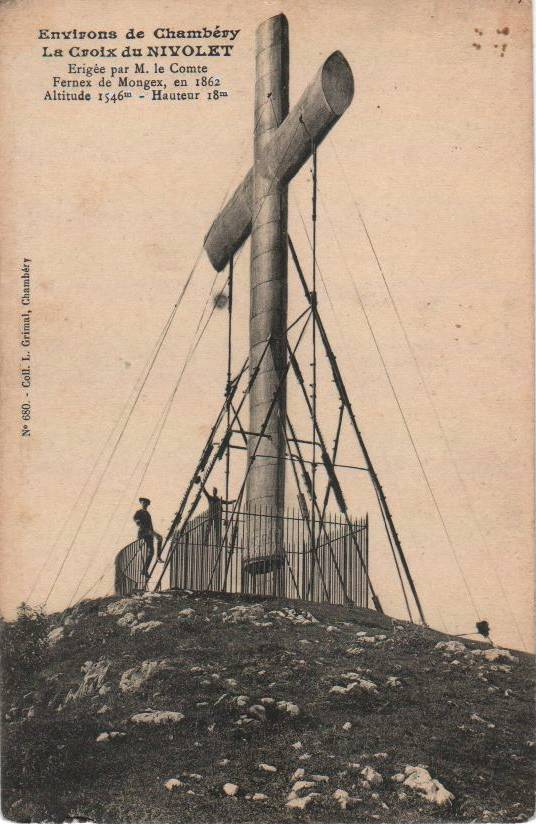
Ancienne Croix du Nivolet avant sa destruction par un ouragan en 1909.
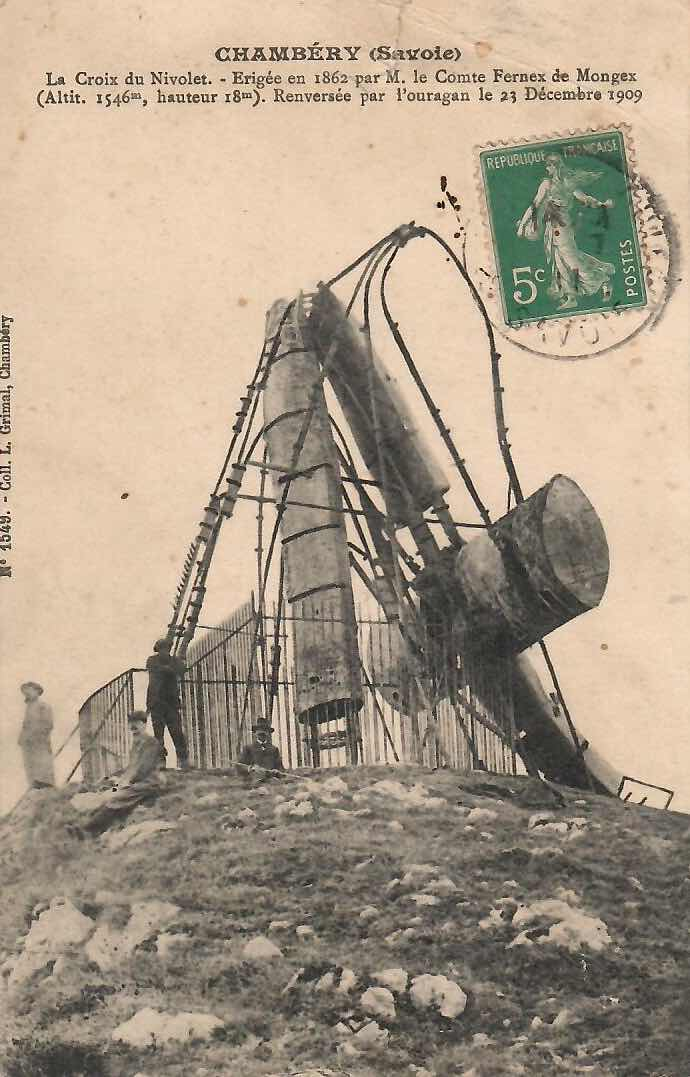
Croix du Nivolet pliée par un ouragan en 1909.

En 1944, pendant la Seconde Guerre mondiale, la croix est victime d'un attentat qui endommage le socle. Le 2 juillet 1960, Charles Montreuil, président du comité, procède à l'inauguration de l'illumination de la croix décidée pour le centenaire du rattachement de la Savoie. L'installation de 1960 ayant été endommagée par la foudre et des vandales, une nouvelle installation, financée par EDF, est mise en place en 1989 en vue des Jeux olympiques d'Albertville de 1992.
Cette croix constitue pour l'IGN un site géodésique du réseau de détail français.

## Accès
La croix du Nivolet est accessible à pied seulement. Le sentier le plus emprunté pour y accéder est celui dit « par les Crêtes » dont le lieu de départ se trouve au Sire sur la station de ski de la Féclaz. Le dénivelé total n'excède pas 140 m puisque la station est globalement à la même altitude que la croix, mais la marche prend une bonne heure.
Il est aussi possible d'y accéder depuis l'alpage du Nivolet en contrebas, en partant des hameaux de Lovettaz (commune de Saint-Jean-d'Arvey) ou de Pragondran (commune de Verel-Pragondran). Un passage équipé (mains courantes, câbles, marches et barreaux de fer) appelé « Pas de l'Échelle » permet de franchir une faille dans la falaise et d'accéder au plateau final et à la croix. Une variante plus escarpée et dépourvue d'équipement est possible par le passage dit de « la cheminée » situé plus à l'ouest. Ces passages sont moins fréquentés que celui des crêtes car ils requièrent un effort plus important ainsi qu'une certaine vigilance.

## Sources